# لاکهید مارتین کی‌سی-۱۳۰
لاکهید مارتین کی‌سی-۱۳۰ (به انگلیسی: Lockheed Martin KC-130) یک هواگرد ساختِ کارخانهٔ لاکهید کورپوریشن در کشور ایالات متحده آمریکا است . نخستین استفاده‌کنندهٔ این هواگرد نیروی تفنگداران دریایی ایالات متحده آمریکا بوده‌است.
این هواپیما نسخه‌ی سوخترسان سی۱۳۰ هرکولس است.